# Darryl Sittler
Darryl Glen Sittler (St. Jacobs, 18 settembre 1950) è un ex hockeista su ghiaccio canadese.

## Biografia
Nel corso della sua carriera ha giocato con London Nationals (1967/68), London Knights (1968-1970), Toronto Maple Leafs (1970-1982), Philadelphia Flyers (1981-1984) e Detroit Red Wings (1984/85).
A livello internazionale, con la nazionale canadese, ha partecipato alla Canada Cup 1976 e a due edizioni dei campionati mondiali (1982 e 1983).
Nel 1989 è stato inserito nella Hockey Hall of Fame. 
Nel 2004 ha preso parte a un episodio della sitcom televisiva canadese Corner Gas.
Nell'agosto 2016 è stato incluso nella Canada's Walk of Fame.